# Прапор Галичини та Володимирії
Прапор Галичини та Володимирії — прапор, введений на початку дев'ятнадцятого століття австрійською владою для Королівства Галичини та Володимирії. Він залишався у використанні до розпаду Австро-Угорщини в листопаді 1918 року.

## Історія

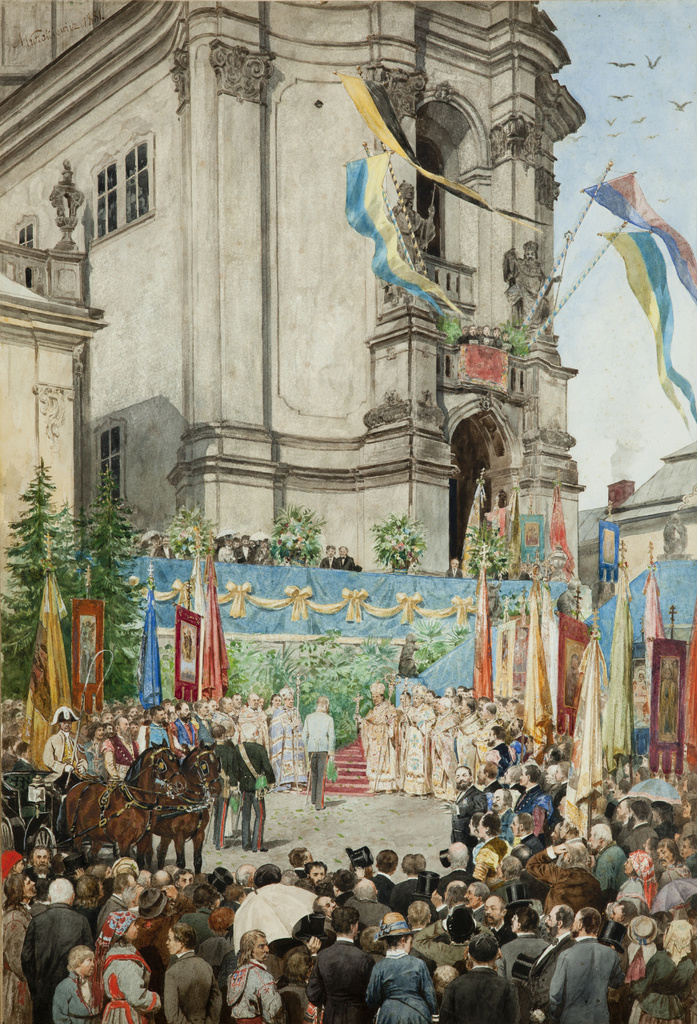
Вітання Цісаря перед собором Св. Юра прикрашеного серед інших і прапором королівства.

Від 1772 до 1800 року королівство використовувало синьо-червоно-жовтий горизонтальний триколор.
Від 1800 до 1849 року королівство використовувало синьо-червоний горизонтальний біколор.
1849 після відділення Буковини, за якою залишився існуючий прапор провінції, і до 1918 року королівство використовувало червоно-синій горизонтальний біколор.
Українці і поляки королівства активно вживали прапори національних кольорів.

Прапор королівства Галичини та Володимирії (1772-1800)
Прапор королівства Галичини та Володимирії (1800-1849)
Прапор королівства Галичини та Володимирії (1849-1918)
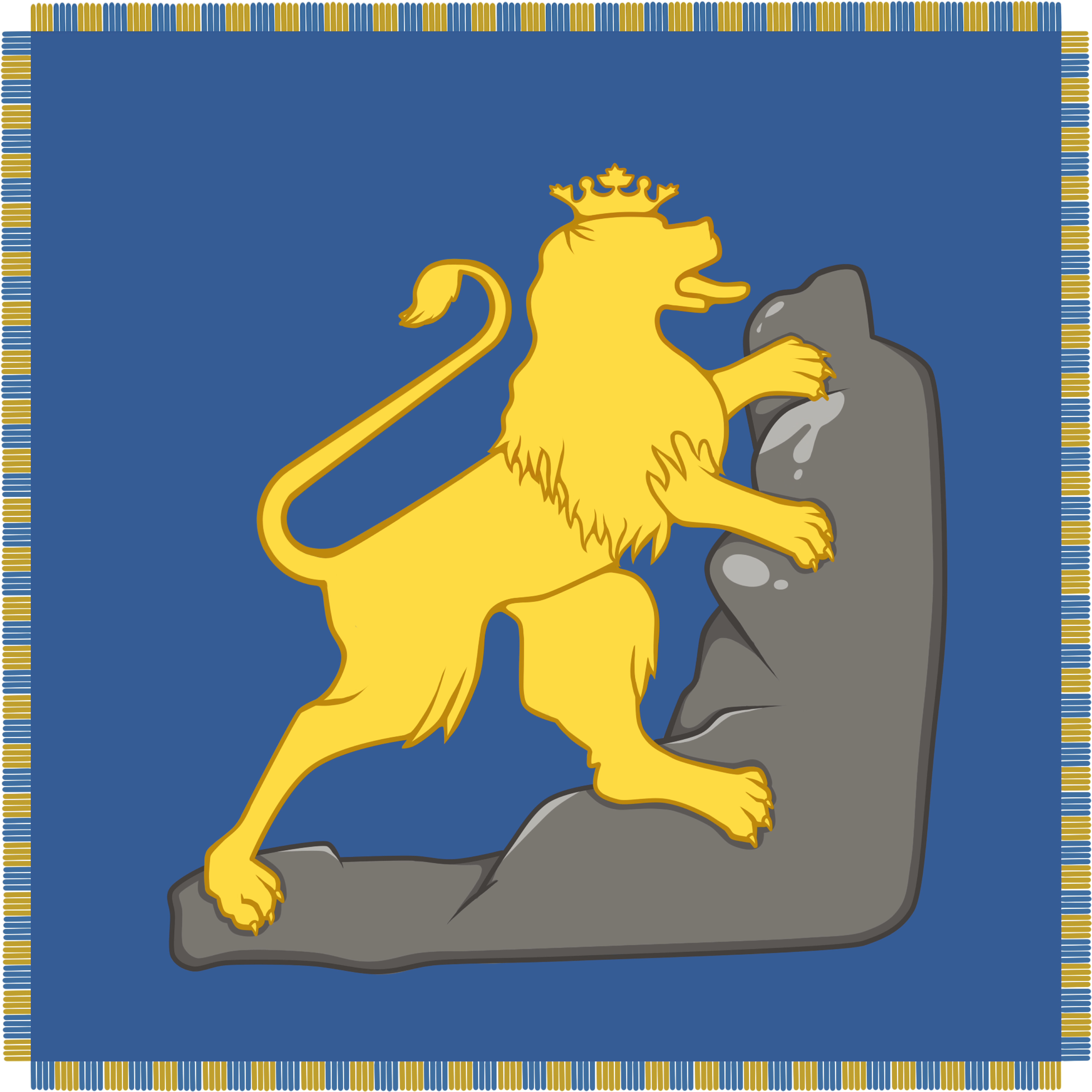
Національний прапор українців (1848)
Варіант національного прапора з 1848 р.
Варіант національного прапора з 1848 р.
Національний прапор поляків